# Lijst van voetbalinterlands Algerije - Senegal
Deze lijst van voetbalinterlands is een overzicht van alle officiële voetbalwedstrijden tussen de nationale teams van Algerije en Senegal. De landen hebben tot op heden 23 keer tegen elkaar gespeeld. De eerste ontmoeting was een vriendschappelijke wedstrijd in Algiers op 1 mei 1977. Het laatste duel, eveneens een vriendschappelijke wedstrijd, werd gespeeld op 12 september 2023 in Diamniadio.

## Wedstrijden
| №  | Plaats      | Datum             | Competitie                           | Wedstrijd          | Uitslag |
| -- | ----------- | ----------------- | ------------------------------------ | ------------------ | ------- |
| 1  | Algiers     | 1 mei 1977        | Vriendschappelijk                    | Algerije − Senegal | 2 − 0   |
| 2  | Oran        | 3 april 1981      | Vriendschappelijk                    | Algerije − Senegal | 2 − 0   |
| 3  | Dakar       | 14 augustus 1983  | Afrika Cup 1984 kwalificatie         | Senegal − Algerije | 1 − 1   |
| 4  | Algiers     | 28 augustus 1983  | Afrika Cup 1984 kwalificatie         | Algerije − Senegal | 2 − 0   |
| 5  | Dakar       | 31 december 1989  | Vriendschappelijk                    | Senegal − Algerije | 0 − 0   |
| 6  | Algiers     | 12 maart 1990     | Afrika Cup 1990                      | Algerije − Senegal | 2 − 1   |
| 7  | Dakar       | 17 februari 1991  | Vriendschappelijk                    | Senegal − Algerije | 1 − 3   |
| 8  | Dakar       | 10 januari 1993   | Afrika Cup 1994 kwalificatie         | Senegal − Algerije | 1 − 2   |
| 9  | Tlemcen     | 25 juli 1993      | Afrika Cup 1994 kwalificatie         | Algerije − Senegal | 4 − 0   |
| 10 | Dakar       | 5 juni 1997       | Vriendschappelijk                    | Senegal − Algerije | 0 − 0   |
| 11 | Annaba      | 16 juni 2000      | WK 2002 kwalificatie                 | Algerije − Senegal | 1 − 1   |
| 12 | Dakar       | 21 april 2001     | WK 2002 kwalificatie                 | Senegal − Algerije | 3 − 0   |
| 13 | Dakar       | 30 december 2001  | Vriendschappelijk                    | Senegal − Algerije | 1 − 0   |
| 14 | Toulon      | 17 november 2004  | Vriendschappelijk                    | Algerije − Senegal | 1 − 2   |
| 15 | Dakar       | 31 mei 2008       | WK 2010 kwalificatie                 | Senegal − Algerije | 1 − 0   |
| 16 | Blida       | 5 september 2008  | WK 2010 kwalificatie                 | Algerije − Senegal | 3 − 2   |
| 17 | Malabo      | 27 januari 2015   | Afrika Cup 2015                      | Senegal − Algerije | 0 − 2   |
| 18 | Algiers     | 13 oktober 2015   | Vriendschappelijk                    | Algerije − Senegal | 1 − 0   |
| 19 | Franceville | 23 januari 2017   | Afrika Cup 2017                      | Senegal − Algerije | 2 − 2   |
| 20 | Caïro       | 27 juni 2019      | Afrika Cup 2019                      | Senegal − Algerije | 0 − 1   |
| 21 | Caïro       | 19 juli 2019      | Afrika Cup 2019                      | Senegal − Algerije | 0 − 1   |
| 22 | Algiers     | 4 februari 2023   | African Championship of Nations 2022 | Algerije − Senegal | 0 − 0   |
| 23 | Diamniadio  | 12 september 2023 | Vriendschappelijk                    | Senegal − Algerije | 0 − 1   |

## Samenvatting
| Competitie                      | Totaal gespeeld | Winst Algerije | Gelijk | Winst Senegal | Doelsaldo Algerije – Senegal |
| ------------------------------- | --------------- | -------------- | ------ | ------------- | ---------------------------- |
| WK-kwalificatie                 | 4               | 1              | 1      | 2             | 4 − 7                        |
| Afrika Cup                      | 5               | 4              | 1      | 0             | 8 − 3                        |
| Afrika Cup-kwalificatie         | 4               | 3              | 1      | 0             | 9 − 2                        |
| African Championship of Nations | 1               | 0              | 1      | 0             | 0 − 0                        |
| Vriendschappelijk               | 9               | 5              | 2      | 2             | 10 − 4                       |
| Totaal                          | 23              | 13             | 6      | 4             | 31 − 16                      |

Wedstrijden bepaald door strafschoppen worden, in lijn met de FIFA, als een gelijkspel gerekend.